# Wilhelm Giebeler
Wilhelm Giebeler (* 9. Mai 1820 in Dillenburg; † 25. Juni 1884 in Wiesbaden) war ein deutscher Bergrat.

## Leben
Wilhelm Giebeler war der Sohn des Bergrats Johann Jacob Giebeler (1787–1848) und dessen Ehefrau Anna Elisabeth Bescherer (* 1795, Tochter des Gerichtsschöffen Johannes Bescherer und der Anna Kempf). Sein älterer Bruder Carl war später Hüttenbesitzer und Abgeordneter der Landstände des Herzogtums Nassau.
Wilhelm besuchte die Lateinschule in Dillenburg und machte das Abitur am Gymnasium Weilburg. Nach einer praktischen Ausbildung in Bergwerken absolvierte er ein Studium der Montanwissenschaften an der Universität Karlsruhe, der Rheinischen Friedrich-Wilhelms-Universität Bonn und der Friedrich-Wilhelms-Universität zu Berlin.
Nach einer sechsjährigen Tätigkeit als Bergmeisterei-Akzessist, bei der er seinen erkrankten Vater unterstützte, erhielt er 1850 eine Anstellung als Berggeschworener. Damit war er Revierbeamter im Bergrevier Weilburg. 1862 wechselte er als Bergmeister zur Bergmeisterei Wiesbaden.
1873 erhielt er die Ernennung zum preußischen Bergrat.
Zu Giebelers Hauptverdienst zählt die Anlage des Solesprudels in Bad Sooden.
Die nassauische Landesregierung hatte den Auftrag hierzu erteilt. Dabei gewann Giebeler die Aufmerksamkeit des Herzogs von Nassau, der ihm als Anerkennung die neu errichtete Stelle des Bergmeisters in der Bergmeisterei Wiesbaden zuwies.

### Öffentliche Ämter
Ehrenamtliche Tätigkeit im Vorstand des Nassauischen Verein für Naturkunde, wo er Vorsitzender der Sektion Mineralogie war.

### Auszeichnungen
preußischer Roter Adlerorden IV. Klasse